# بارخاتنایا سوپکا
بارخاتنایا سوپکا (انگلیسی: Barkhatnaya Sopka) یک کوه آتشفشانی در شبه‌جزیره کامچاتکای کشور روسیه است.